# Derë e hapur
Derë e hapur (internationaler Titel: Open Door) ist ein albanisches Filmdrama aus dem Jahr 2019. Regie führte Florenc Papas. Der Film feierte am 19. September 2019 beim Sarajevo Film Festival in Sarajewo Premiere. Der Film wurde als albanischer Beitrag für den besten fremdsprachigen Film bei der 93. Oscar-Verleihung ausgewählt. Anschließend wurde der Film auf mehreren Festivals gezeigt, darunter Thessaloniki, Sofia, Luxemburg, Kalkutta, Cartagena und in Tirana.

## Handlung
Rudina ist eine verheiratete Mutter mittleren Alters, die mit ihren Aufgaben überlastet ist. Neben der Arbeit als Näherin in einer örtlichen Fabrik kümmert sie sich auch um ihre gebrechlichen Schwiegereltern und ihren fünfjährigen Sohn Orion, den sie alleine aufzieht. Rudinas Mann arbeitet in Italien und sie sehen sich nur einmal im Jahr.
Auch Rudinas Schwester Elma lebt und arbeitet in Italien. Rudina erwartet, dass sie anlässlich des Todestages ihrer Mutter in ihr Heimatdorf zurückkommt und den Vater besucht. Als Elma von der Fähre aus Bari aussteigt, sieht Rudina schockiert, dass ihre Schwester schwanger ist. Für den Vater, das Familienoberhaupt, wird es ein Problem sein, seine unverheiratete Tochter schwanger zu sehen.
Die beiden Schwestern machen sich zusammen mit Orion auf den Weg ins Dorf und kommen auf die Idee, einen alten Freund von Elma zu gewinnen, der während ihres Besuchs vorgibt, ihr Ehemann zu sein.

## Produktion
Der Film feierte am 9. September 2019 beim Sarajevo Film Festival in Sarajewo Premiere.